# Bob Linster
Bob Linster (* 28. August 1995) ist ein luxemburgischer Eishockeyspieler, der seit 2015 beim IHC Beaufort spielt. Seit 2016 nimmt er mit der Mannschaft an der belgischen National League Division I teil. Sein älterer Bruder Kai ist ebenfalls luxemburgischer Eishockeynationalspieler.

## Karriere
Bob Linster begann seine Karriere bei Hiversport Luxembourg, wo er bis 2013 in der dritten französischen U18-Liga aktiv war. Ab 2012 spielte er zudem für Tornado Luxembourg. Zunächst spielte er mit dem Team in der luxemburgischen Liga, ab 2013 stand er in der französischen Division 3, der vierthöchsten Spielklasse des Landes auf dem Eis. Seit 2015 steht er beim IHC Beaufort unter Vertrag. Mit dem Klub aus dem Kanton Echternach spielte er zunächst in der Rheinland-Pfalz-Liga, einer regionalen Spielklasse der fünften Leistungsstufe in Deutschland. Seit 2016 tritt er mit dem Team in der belgischen National League Division I, der zweithöchsten Spielklasse des Landes, an.

### International
Für die Nationalmannschaft des Großherzogtums gab Linster bei der Weltmeisterschaft 2017, als den Luxemburgern der Aufstieg aus der Division III in die Division II gelang, sein Debüt. Bei der Weltmeisterschaft 2018 spielte er dann in der Division II.

## Erfolge und Auszeichnungen
- 2017 Aufstieg in die Division II, Gruppe B, bei der Weltmeisterschaft der Division III